# منیر دار (بازیکن هاکی روی چمن)
منیر دار (انگلیسی: Munir Dar; ۲۸ مارس ۱۹۳۵ – ۱ ژوئن ۲۰۱۱) بازیکن هاکی روی چمن اهل پاکستان بود.
وی در مسابقات کشوری و بین‌المللی در مجموع برندهٔ ۳ مدال طلا، ۳ مدال نقره شده‌است.